# Alain Sars
Alain Sars (Dombasle-sur-Meurthe, 1961. április 30. –) francia nemzetközi labdarúgó-játékvezető. Polgári foglalkozása adóbeszedő, hivatásos játékvezető.

## Pályafutása

### Nemzeti játékvezetés
A játékvezetésből 1975-ben Nancyban vizsgázott. Vizsgáját követően a Meurthe-et-Moselle megyyei Labdarúgó-szövetség által üzemeltetett labdarúgó bajnokságokban kezdte sportszolgálatát. A Francia labdarúgó-szövetség Játékvezető Bizottságának (JB) minősítésével a Ligue 2, majd 1990-től a Ligue 1 játékvezetője. Küldési gyakorlat szerint rendszeres 4. bírói, illetve alapvonalbírói szolgálatot is végzett. A nemzeti játékvezetéstől 2006-ban visszavonult. Első ligás mérkőzéseinek száma: 177 (1990–2006).
Hitvallása: egy jó játékvezetőnek bátornak, tisztességesnek,  pártatlannak és jó pszichológusnak kellene lennie.* [forrás?]

#### Nemzeti kupamérkőzések
Vezetett kupadöntők száma: 2.

##### Francia labdarúgókupa
| Időpont         | Helyszín                 | Mérkőzés típusa | Mérkőzés                      | Eredmény | Nézők száma |
| --------------- | ------------------------ | --------------- | ----------------------------- | -------- | ----------- |
| 1997. május 10. | Parc des Princes, Párizs | döntő           | OGC Nice–En Avant de Guingamp | 1 – 1    | 44 131      |

##### Francia labdarúgó-ligakupa
| Időpont           | Helyszín                     | Mérkőzés típusa | Mérkőzés                            | Eredmény | Nézők száma |
| ----------------- | ---------------------------- | --------------- | ----------------------------------- | -------- | ----------- |
| 2002. április 20. | Stade de France, Saint-Denis | döntő           | FC Lorient–FC Girondins de Bordeaux | 0 – 3    | 75 923      |

### Nemzetközi játékvezetés
A Francia labdarúgó-szövetség JB terjesztette fel nemzetközi játékvezetőnek, a Nemzetközi Labdarúgó-szövetség (FIFA) 1993-tól tartotta nyilván bírói keretében. A FIFA JB központi nyelvei közül a franciát beszéli. Az UEFA JB mísítése alapján elit játékvezető. Több nemzetek közötti válogatott, valamint UEFA-kupa, Kupagyőztesek Európa-kupája valamint UEFA-bajnokok ligája klubmérkőzést vezetett. Működési idejében Európa egyik legjobb játékvezetőjének tartották. A francia nemzetközi játékvezetők rangsorában, a világbajnokság-Európa-bajnokság sorrendjében a 4. helyet foglalja el 17 találkozó szolgálatával. Európai-kupamérkőzések irányítójaként az örök ranglistán a 13. helyet foglalja el 53 találkozó vezetésével. A nemzetközi játékvezetéstől 2006-ban a FIFA 45 éves korhatárát elérve búcsúzott. Válogatott mérkőzéseinek száma: 21.

#### Labdarúgó-világbajnokság
Az U20-as, az 1995-ös ifjúsági labdarúgó-világbajnokságon FIFA JB bíróként mutatta be a résztvevőknek.
| Időpont           | Helyszín              | Mérkőzés típusa              | Mérkőzés               | Eredmény | Nézők száma |
| ----------------- | --------------------- | ---------------------------- | ---------------------- | -------- | ----------- |
| 1995. április 14. | KhalifaStadion, Doha  | csoportmérkőzés (A. csoport) | Szíria–Brazília        | 0 – 6    | 40 000      |
| 1995. április 17. | Al-Ahly Stadion, Doha | csoportmérkőzés (D. csoport) | Costa Rica–Németország | 2 – 1    | 5000        |
| 1995. április 23. | Al-Ahly Stadion, Doha | egyik negyeddöntő            | Kamerun–Argentína      | 0 – 2    | 7000        |

---
Az 1998-as labdarúgó-világbajnokságon, a 2002-es labdarúgó-világbajnokságon, valamint a 2006-os labdarúgó-világbajnokságon a FIFA JB bíróként alkalmazta. Selejtező mérkőzéseket az UEFA zónában vezetett. A FIFA JB besorolásával a 2006-os világbajnokság tervezett játékvezetők között szerepelt, de a szűkített keretnek nem volt tagja. Eric Poulat kapta a bizalmat.

##### 1998-as labdarúgó-világbajnokság
| Időpont             | Helyszín                      | Mérkőzés típusa           | Mérkőzés                                | Eredmény | Nézők száma |
| ------------------- | ----------------------------- | ------------------------- | --------------------------------------- | -------- | ----------- |
| 1996. augusztus 31. | Windsor Park Stadion, Belfast | előselejtező (9. csoport) | Észak-Írország–Ukrajna                  | 1 – 1    | 9358        |
| 1997. április 2.    | Koševo Stadion, Szarajevó     | előselejtező (1. csoport) | Bosznia-Hercegovina–Görögország         | 0 – 1    | 30 000      |
| 1997. október 29.   | Maksimir Stadion, Zágráb      | rájátszás                 | Horvátország–Ukrán labdarúgó-válogatott | 2 – 0    | 20 000      |

##### 2002-es labdarúgó-világbajnokság
| Időpont             | Helyszín                   | Mérkőzés típusa           | Mérkőzés                                    | Eredmény | Nézők száma |
| ------------------- | -------------------------- | ------------------------- | ------------------------------------------- | -------- | ----------- |
| 2000. október 11.   | Olimpiai Stadion, Helsinki | előselejtező (9. csoport) | Finnország–Anglia                           | 0 – 0    | 26 210      |
| 2001. szeptember 1. | Dinamo Stadion, Minszk     | előselejtező (5. csoport) | Fehéroroszország–Ukrán labdarúgó-válogatott | 0 – 2    | 40 000      |

##### 2006-os labdarúgó-világbajnokság
| Időpont             | Helyszín                         | Mérkőzés típusa           | Mérkőzés                               | Eredmény | Nézők száma |
| ------------------- | -------------------------------- | ------------------------- | -------------------------------------- | -------- | ----------- |
| 2004. szeptember 4. | Renzo Barbera Stadion, Palermo   | előselejtező (5. csoport) | Olaszország–Norvégia                   | 2 – 1    | 21 463      |
| 2004. október 13.   | Millennium Stadion, Cardiff      | előselejtező (6. csoport) | Wales–Lengyelország                    | 2 – 3    | 56 685      |
| 2005. március 30.   | Tehelne pole Stadion, Bratislava | előselejtező (3. csoport) | Szlovákia–Portugália                   | 1 – 1    | 28 000      |
| 2005. szeptember 7. | Olimpiai Stadion, Kijev          | előselejtező (2. csoport) | Ukrán labdarúgó-válogatott–Törökország | 0 – 1    | 67 000      |
| 2005. október 8.    | Toyota Stadion, Prága            | előselejtező (1. csoport) | Hollandia–Csehország                   | 2 – 0    | 17 478      |

#### Labdarúgó-Európa-bajnokság
Az 1996-os labdarúgó-Európa-bajnokságon, a 2000-es labdarúgó-Európa-bajnokságon, valamint a 2004-es labdarúgó-Európa-bajnokságon az UEFA JB játékvezetőként foglalkoztatta.

##### 1996-os labdarúgó-Európa-bajnokság
| Időpont            | Helyszín                          | Mérkőzés típusa           | Mérkőzés                           | Eredmény | Nézők száma |
| ------------------ | --------------------------------- | ------------------------- | ---------------------------------- | -------- | ----------- |
| 1994. november 16. | Boris Paichadze Stadion, Tbiliszi | előselejtező (7. csoport) | Grúzia–Walesi labdarúgó-válogatott | 5 – 0    | 55 000      |
| 1995 június 11.    | Laugardalsvöllur, Reykjavík       | előselejtező (3. csoport) | Izland–Magyarország                | 2 – 1    | 4474        |

##### 2000-es labdarúgó-Európa-bajnokság
| Időpont             | Helyszín                      | Mérkőzés típusa           | Mérkőzés                                                | Eredmény | Nézők száma |
| ------------------- | ----------------------------- | ------------------------- | ------------------------------------------------------- | -------- | ----------- |
| 1998. október 10.   | Friuli Stadion, Udine         | előselejtező (1. csoport) | Olasz labdarúgó-válogatott–Svájc                        | 2 – 0    | 35 247      |
| 1999. szeptember 4. | Windsor Park Stadion, Belfast | előselejtező (3. csoport) | Török labdarúgó-válogatott–Északír labdarúgó-válogatott | 3 – 0    | 7270        |

##### 2004-es labdarúgó-Európa-bajnokság
| Időpont           | Helyszín                            | Mérkőzés típusa           | Mérkőzés                                 | Eredmény | Nézők száma |
| ----------------- | ----------------------------------- | ------------------------- | ---------------------------------------- | -------- | ----------- |
| 2002. október 12. | Laugardalsvöllur Stadion, Reykjavik | előselejtező (5. csoport) | Izlandi labdarúgó-válogatott–Skócia      | 0 – 2    | 6611        |
| 2003. április 2.  | Sheriff Stadion, Tiraspol           | előselejtező (3. csoport) | Moldova–Holland labdarúgó-válogatott     | 1 – 2    | 12 000      |
| 2003. június 7.   | La Romaneda Stadion, Zaragoza       | előselejtező (6. csoport) | Spanyolország–Görög labdarúgó-válogatott | 0 – 1    | 32 000      |

#### Afrikai nemzetek kupája
A 2000-es afrikai nemzetek kupáján a CAF JB vendég-bíróként foglalkoztatta.
| Időpont          | Helyszín                 | Mérkőzés típusa        | Mérkőzés                               | Eredmény | Nézők száma |
| ---------------- | ------------------------ | ---------------------- | -------------------------------------- | -------- | ----------- |
| 2000. január 23. | Nemzeti Stadion, Lagos   | selejtező (D. csoport) | Nigéria–Tunézia                        | 4 – 3    | 80 000      |
| 2000. február 7. | Sani AbachaStadion, Kano | egyik negyeddöntő      | Egyiptom–Tunéziai labdarúgó-válogatott | 0 – 1    | 12 000      |

#### Nemzetközi kupamérkőzések
Vezetett kupadöntők száma: 1.

##### UEFA-bajnokok ligája
| Időpont                    | Helyszín                      | Mérkőzés típusa | Mérkőzés                     | Eredmény |
| -------------------------- | ----------------------------- | --------------- | ---------------------------- | -------- |
| 1996-1997-es bajnoki idény | Gamla Ullevi (2008), Göteborg | selejtezők      | IFK Göteborg–Ferencvárosi TC | 3 – 0    |

##### Egyiptomi labdarúgó-szuperkupa
| Időpont             | Helyszín                   | Mérkőzés típusa | Mérkőzés        | Eredmény | Nézők száma |
| ------------------- | -------------------------- | --------------- | --------------- | -------- | ----------- |
| 2003. augusztus 28. | El Koulia El Harbia. Kairó | döntő           | Al Ahly–Zamalek | 0 – 0    | 20 000      |

##### FIFA-klubvilágbajnokság
| Időpont            | Helyszín                | Mérkőzés típusa | Mérkőzés                             | Eredmény | Nézők száma |
| ------------------ | ----------------------- | --------------- | ------------------------------------ | -------- | ----------- |
| 2005. december 14. | Olympiai Stadion, Tokió | egyik elődöntő  | Al Ittihad (szaúd-arábiai)–São Paulo | 2 – 3    | 31 510      |

## Sportvezetői pályafutása
A Channel + televíziónál a labdarúgó mérkőzéseknél játékvezetői szaktanácsadó.

## Szakmai sikerek
A IFFHS (International Federation of Football History & Statistics) 1987-2011 évadokról tartott nemzetközi szavazásán 151, játékvezető besorolásával minden idők 125, legjobb bírójának rangsorolta, holtversenyben  Ali Al-Badwawi, Graham Barber, Olegário Benquerença, Piero Ceccarini, Martin Hansson, James McCluskey, Nicole Petignat, Mark Shield és Kírosz Vasszárasz társaságában.